# Stefania Turkewich
Stefania Turkewich-Lukianovych  (née le 25 avril 1898, Lemberg, Autriche-Hongrie et morte le 8 avril 1977, à Cambridge, Angleterre), est une compositrice ukrainienne, pianiste et musicologue, reconnue comme la première compositrice de l’Ukraine.

## Biographie

### Jeunesse
Son grand-père (Lev Turkevich) et son père (Ivan Turkevich) sont prêtres. Sa mère, Sofia Kormoshiv, pianiste, a étudié avec Karol Mikuli et Vilém Kurz. Elle est aussi accompagnatrice de la jeune Solomiya Krushelnytska. Dans la famille, chacun joue un instrument et Stefania joue du piano, de la harpe, et de l’harmonium.  Adulte, Stefania parle de son enfance et de son goût pour la musique. 

« Ma mère, une merveilleuse pianiste, était au centre de tout. Enfant, j’aimais beaucoup l’entendre jouer. Plus tard, nous avons formé un orchestre dans le salon: mon père jouait de la basse, ma mère au piano, Lyono au violoncelle, moi à l’harmonium, et Marika et Zenko aux violons. Mon père a aussi formé une chorale familiale, ce qui nous a lancés dans le monde de la musique. Quand il s'agissait de notre vie musicale, mon père n’a jamais lésiné sur l’argent ni fait d’excuses. »

. 

### Formation

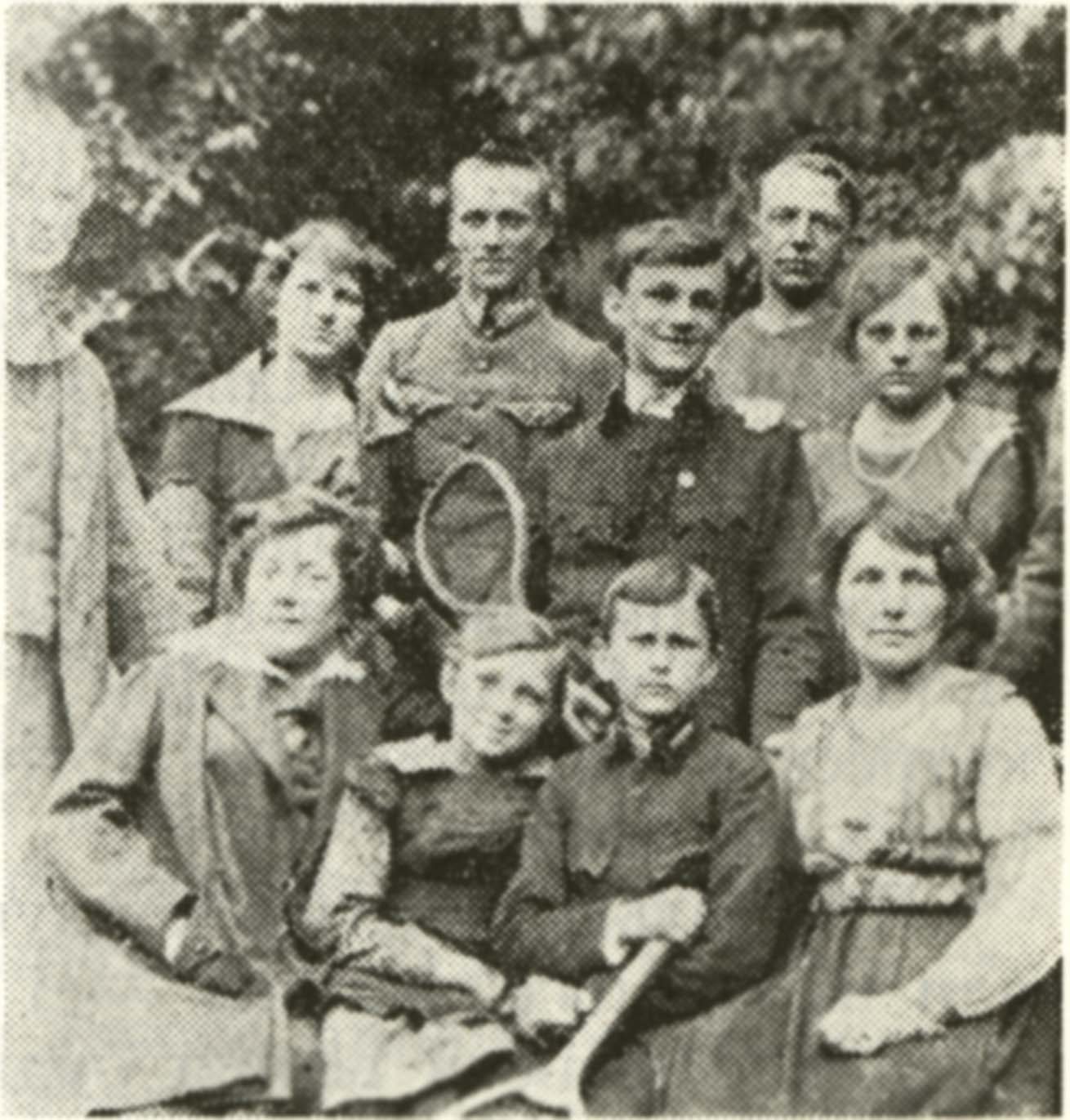
rang du milieu, de gauche à droite: sa sœur Irena, son frère Lev (avec raquette), Stefania, vers 1915.

Stefania commence ses cours de musique avec Vasyl Barvinsky. De 1914 à 1916, elle étudie à Vienne en tant que pianiste, avec Vilém Kurz. Après la Première Guerre mondiale, elle étudie avec Adolf Chybiński à l’université de Lviv, et elle assiste aussi à ses conférences sur la théorie en musique au Conservatoire de Lviv.
En 1919, elle écrit sa première œuvre musicale–Liturgy, qui est jouée plusieurs fois dans la Cathédrale de St.George’s à Lviv.
En 1921, elle étudie avec Guido Adler à l’Université de Vienne ainsi qu’avec Joseph Marx à l’Université de Musique et des Arts de la scène à Vienne, d’où elle est diplômée en éducation en 1923. 
En 1925, elle épouse Robert Lisovskyi, puis ils se rendent à Berlin où ils vivent de 1927 à 1930, et Stefania étudie avec Arnold Schönberg et Franz Schreker.  En 1927, elle donne naissance à sa fille, Zoya (Зоя).  
En 1930, c’est à Prague, en Tchécoslovaquie, qu’elle étudie avec Zdeněk Nejedlý à Université Charles de Prague, et avec Otakar Šín au Conservatoire de Prague. Elle suit aussi des cours de composition avec Vítězslav Novák à l’académie de musique. À l’automne de 1933, elle enseigne le piano et est accompagnatrice au Conservatoire de Prague. En 1934, elle soutient sa thèse de doctorat intitulée : Le folklore ukrainien dans les opéras russes, et cette même année, Ukrainian Free University lui décerne un doctorat en musicologie.  Elle devient ainsi la première femme de la Galicie (la Galicie faisait alors partie de la Pologne) à obtenir un Ph.D. 
De retour à Lviv en 1934, et jusqu’au début de la Seconde Guerre mondiale, elle est professeure de théorie musicale et de piano au Conservatoire de Lviv, ainsi que membre du Syndicat ukrainien des Musiciens professionnels.

### La Seconde Guerre mondiale
En automne 1939, après l’occupation de l’Ukraine de l’Ouest par les Soviétiques, Stefania fait du tutorat et elle est premier violon de l'Opéra de Lviv, et de 1940 à 1941 est professeure associée au Conservatoire de Lviv. Le conservatoire étant fermé durant le Troisième Reich, elle continue d’enseigner au State Musical School. 
Au printemps 1944, elle quitte Lviv pour vivre à Vienne. En 1946, obligée de fuir à cause des Soviétiques, elle déménage en Autriche, et de là en Italie, où son 2e époux, Nartsiz Lukyanovich, est médecin sous le régime britannique. Ses œuvres sont bannies en Ukraine par les Soviétiques. 

### En Angleterre
À l’automne 1946, Stefania déménage en Angleterre et habite à Brighton (1947–1951), London (1951–1952), Barrow Gurney (près de Bristol) (1952–1962), Belfast (Northern Ireland) (1962–1973), et Cambridge (à compter de 1973).
Vers la fin des années 1940, elle se remet à composer jusqu'à son décès. De temps à autre, elle accepte d’être invitée comme pianiste, particulièrement en 1957 pour une série de concerts dans des communautés ukrainiennes en Angleterre, et en 1959 lors d’un concert de piano à Bristol. Elle est membre de la British Society of Women-Composers and Musiciens (société qui a existé jusqu’en 1972).
Son opéra Oksana’s Heart est joué à Winnipeg (Canada) en 1970 dans la Salle du Centenaire, sous la direction artistique de sa sœur Irena Turkevycz-Martynec.
« La Salle du Centenaire – dimanche à 19 h 30 : Le Ukrainian Children’s Theatre présente l’opéra Heart of Oksana de Stefania Turkevich-Lukianovich, l’histoire d’une fille qui rencontre des figures mythologiques dans une forêt enchantée alors qu’elle cherche ses frères perdus. ».

### Son héritage artistique
Ses compositions sont contemporaines, mais nous rappellent les chants folkloriques non expressionnistes. Elle continue de composer jusqu’à son décès.
Stefania Turkevich est morte le 8 avril 1977, à Cambridge, Angleterre.

## Compositions
Œuvres symphoniques – Symphonic works
1. Symphonie – Symphony no. 1 – 1937

2. Symphonie no. 2(a) – Symphony no. 2(a) – 1952

2. Symphonie no. 2(b) (2-гий варіант) – Symphony no. 2(b) (2nd version)

3. Simfonietta – Symphoniette – 1956

4. Trois croquis symphoniques – Three Symphonic Sketches – 3-го травня, 1975

5. Poème symphonique – Symphonic Poem «La Vitа»

6. Space Symphony – 1972

7. Suite pour orchestre à cordes double – Suite for Double String Orchestra

8. Fantasy for Double String Orchestra 
Ballets
9. Les mains – The Girl with the Withered Hands – Bristol, 1957
 
10. Des perles – The Necklace

11. Printemps (Ballet pour enfants) – Spring – (Children's Ballet) 1934-5

12. Dryade (a) – Mavka – ‘The Forest Nymph’ – 1964-7 – Belfast

12. Dryade (b) – Mavka – ‘The Forest Nymph’ – 1964-7 – Belfast

13. Épouvantail – Scarecrow – 1976
 Opéra – Opera
14. Dryade – Mavka – (unfinished) based on Lesia Ukrainka’s Forest Song
Opéra pour enfants – Children’s Operas
15. "King Och" ou Oksana's Heart – Tsar Okh or Heart of Oksana – 1960

16. « Le jeune diable » – The Young Devil
 
17. « Une parcelle de légumes » – A Vegetable Plot (1969)
 Oeuvres chorales – Choral Works
18. Liturgie 1919

19. Psaume à Sheptytsky – Psalm to Sheptytsky (Псалом Шептицькому)

20. Avant la bataille 

21. Triptyque 

22. Berceuse (А-а, котика нема) 1946
 Chambre - Œuvres instrumentales; Chamber – Instrumental works
23. Sonate pour violon et piano 1935 – Sonata for violin and piano

24. (a) Quatuor à cordes 1960 – 1970 – String quartet

24. (b) Quatuor à cordes 1960 – 1970 – String quartet

25. Trio pour violon, alto et violoncelle 1960 – 1970 – Trio for Violin, Viola and Cello
	
26. Quintette pour deux violons, alto, violoncelle 1960 – 1970 – Piano Quintet

27. Trio pour flûte, clarinette, basson 1972 – Wind Trio
 Oeuvres pour piano – Piano Works
28. Variations sur le thème ukrainien 1932 – Variations on a Ukrainian Theme

29. Fantasy: Piano Suite sur des thèmes ukrainiens – Fantasia: Suite for Piano on Ukrainian Themes 1940

30. Impromptu – Impromptu 1962

31. Grotesque – Grotesque 1964

32. Suite Montagne – Mountain Suite  1966 – 1968

33. Cycle de jeu pour les enfants – Cycle of Pieces for Children 1936 – 1946

34. Musique de Noël ukrainienne – Ukrainian carols and Shchedrivka

35. De bonnes nouvelles – Good Tidings

36. Noël avec arlequin  – Christmas with Harlequin 1971
 Divers – Miscellaneous
i. – Cœur – Heart – Solo voice with orchestra
ii. – Lorelei – Lorelei – Narrator, Harmonium and Piano 1919 – words by Lesia Ukrainka
iii. – Mai – May – 1912
iv. – Le thème de la chanson folklorique – Folk Song Themes
v. – Sur le Maidan – Independence Square – piano piece
vi. – Je n'irai pas dans la forêt – Lemkiv song – Lemky song for voice and strings